# Irene Escolar

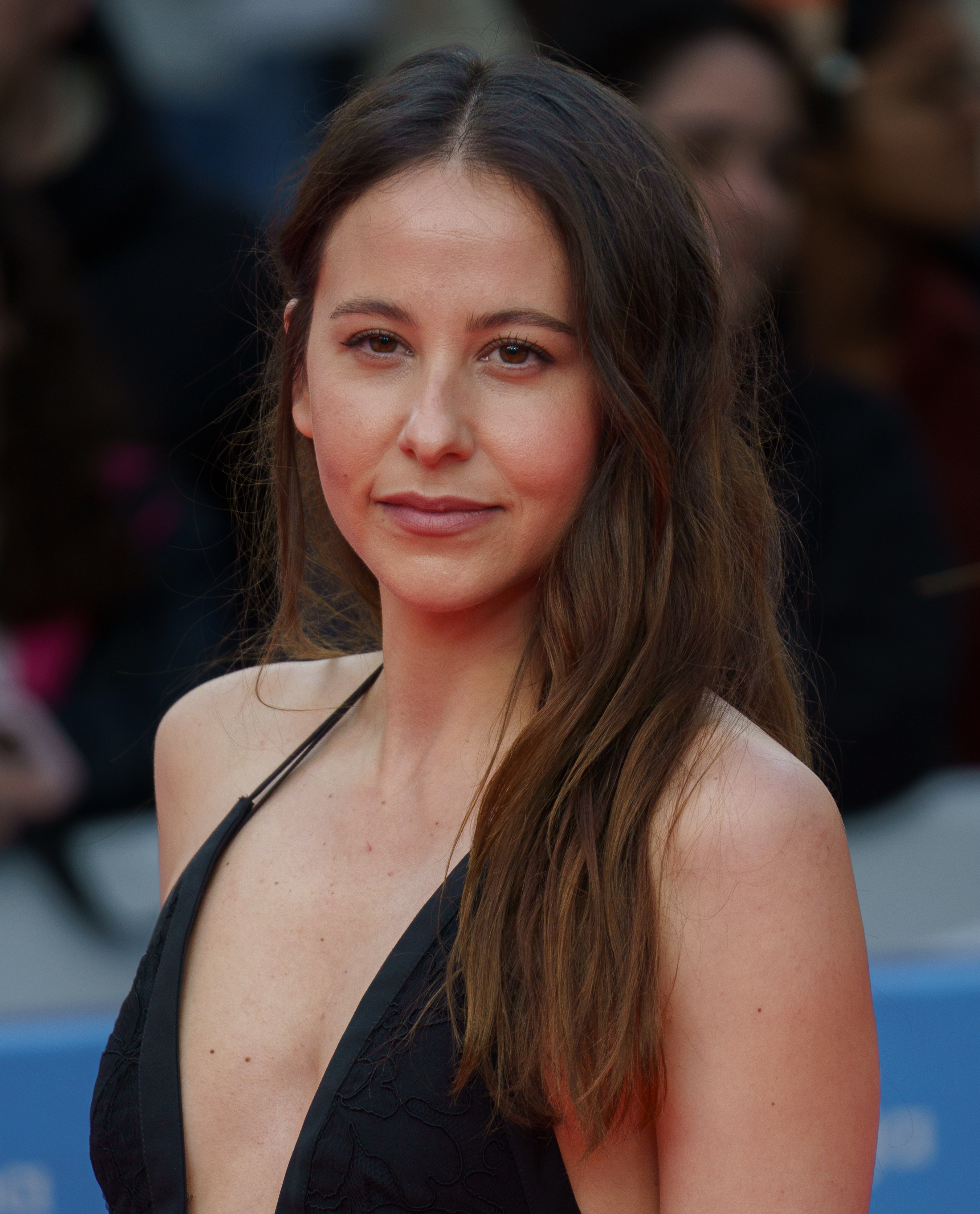
Irene Escolar (2025)

Irene Escolar Navarro (* 19. Oktober 1988 in Madrid) ist eine spanische Schauspielerin.

## Leben und Leistungen
Escolar entstammt einer großen spanischen Schauspielerfamilie. Ihre Großmutter war die Schauspielerin Irene Gutiérrez Caba aber auch schon ihre Ur-Ur-Großeltern waren Schauspieler. Ihr Vater José Luis Escolar ist ein Filmproduzent, ihre Mutter Lourdes Navarro Escolar Librettistin.
Escolar besuchte die renommierte Schauspielschule von Christina Rota, die Escuela de Interpretación. Erfahrungen als Theaterschauspielerin sammelte sie am Abbey Theatre und beim Theaterfestival der Biennale di Venezia, unter anderem bei Regisseuren wie Declan Donnellan, Thomas Ostermeier oder Jan Lauwers. Sie studiert außerdem Englische Philologie an der Nationalen Fernuniversität UNED.
2016 gewann Escolar für ihre Leistung in Lara Izagirres Melodram Un otoño sin Berlín Spaniens wichtigsten Filmpreis Goya als Beste Nachwuchsdarstellerin. 2019 wurde sie in die Academy of Motion Picture Arts and Sciences aufgenommen, die jährlich die Oscars vergibt.

## Filmografie (Auswahl)
- 2003: Imagining Argentina, von Christopher Hampton
- 2004: El séptimo día, von Carlos Saura
- 2004: Chatarra, von Rodrigo Rodero
- 2007: Canciones de amor en Lolita’s Club, von Vicente Aranda
- 2007: Seis o siete veranos, von Rodrigo Rodero
- 2008: Los girasoles ciegos, von José Luis Cuerda
- 2009: Al final del camino, von Roberto Santiago
- 2010: El idioma imposible, von Rodrigo Rodero
- 2010: Cruzando el Límite, von Xavi Giménez
- 2013: Presentimientos, von Santiago Tabernero
- 2014: Las ovejas no pierden el tren, von Álvaro Fernández Armero
- 2016: The Broken Crown (La corona partida), von Jordi Frades
- 2016: An Autumn Without Berlin (Un otoño sin Berlín), von Lara Izagirre
- 2016: Finding Altamira (Altamira), von Hugh Hudson
- 2016: Guernica (Gernika), von Koldo Serra
- 2018: Die Haut des Wolfes (Bajo la piel de lobo), von Samu Fuentes
- 2018: Die Gesetze der Thermodynamik (Las leyes de la termodinámica), von Mateo Gil
- 2021: Der beste Film aller Zeiten, von Gastón Duprat und Mariano Cohn
- 2022: Tenéis que venir a verla, von Jonás Trueba
- 2023: Las chicas están bien, von Itsaso Arana
- 2024: Free Falling – Tanz am Abgrund (Caída libre), von Laura Jou
- 2024: Verano en diciembre, von Carolina África
- 2025: Ariel, von Lois Patiño

## Fernsehen
- 2004: El comisario (Fernsehserie, Folge 8x02 Grito mudo)
- 2008: LEX (Fernsehserie, Folge 1x02 Genéticamente infiel)
- 2014: Isabel (Fernsehserie, 12 Folgen)
- 2017: La princesa Paca (Fernsehfilm)
- 2019: Paquita Salas (Fernsehserie, Folge 3x03 B-Fashion)
- 2020: Escenario 0 (Fernsehserie, 3 Folgen)
- 2020–2021: Alles, was die Zeit vergisst (Dime quién soy, Fernsehserie, 9 Folgen)
- 2024: Töchter des Schweigens (Las largas sombras, Fernsehserie, 6 Folgen)
- 2024: Las abogadas (Fernsehserie, 6 Folgen)